# 足助藩
足助藩（あすけはん）は、三河国加茂郡足助村（現在の愛知県豊田市）に存在した藩。藩庁は足助陣屋。

## 概要
徳川四天王で有名な本多忠勝の孫・本多忠義の五男である本多忠周は、加茂郡足助村に陣屋を置き、7000石の交代寄合となっていた。
忠周は天和3年（1683年）に寺社奉行となったことから3000石の加増を受けた。これにより合計1万石の大名として諸侯に列し、足助藩が立藩したのである。しかし貞享4年（1687年）、勤務怠慢から寺社奉行を免職され、2年後の元禄2年（1689年）には加増分の3000石を没収されて再び7000石の旗本寄合（ただし寄合となったのは元禄15年で、最初は小普請役だった）となったため、足助藩は廃藩となった。
この旗本寄合本多氏は、幕末まで存続した。

## 歴代藩主

### 本多（ほんだ）家
譜代。1万石。
1. 忠周（ただちか）

### 以降の歴代領主
旗本寄合席。7000石。
1. 忠貞（たださだ） 陸奥白河藩主・越前松平直矩の七男。初名は松平知隆（ちかたか）。
2. 忠強（ただつよ） 播磨山崎藩主・本多忠英の四男。忠貞の娘婿。
3. 忠弘（ただひろ） 旗本・井上正富（太左衛門。井上清秀の長男・井上重成の系統）の次男。初名は井上正武（まさたけ）。駿府城代を歴任。
4. 忠保（ただもち） 忠弘の次男。本多忠遠（ただとお）の弟。
5. 忠堅（ただかた） 陸奥泉藩主・本多忠籌の三男。
6. 忠昶（ただあき） 摂津高槻藩主・永井直珍の次男。
7. 忠恒（ただつね） 忠昶の子。寛政重修諸家譜編纂時の当主。
8. 忠曄（ただ○○） 播磨明石藩主・越前松平直泰の十男。初名は松平直貞（なおさだ）。
9. 主水 実父と実名は未詳。
10. 忠陳（ただのぶ） 主水の弟。明治維新時の当主。通称は寛司。